# Harald Holm (maler)
 Der er flere personer med dette navn, se Harald Holm.
Harald Martin Hansen Holm (26. august 1866 i Horne ved Faaborg – 20. februar 1920 i Genova) var en dansk maler.
Harald Holm hørte til de fynske malere, og hans vej til kunsten gik som mange andres over Syrak Hansens hjem i Faaborg. 
17 år gammel tog han til København for at gå i malerlære og fik her kontakt med Zahrtmanns skole, hvor han startede som model, men snart blev elev. 
Livet igennem var blomstermaleriet hans foretrukne virkefelt. Stilleben med frugt og grøntsager var et andet tilbagevendende motiv. 
Holm var alsidig inden for sin begrænsede motivverden, som han udforskede med entusiasme og med et veloplagt blik for de enkelte planters særpræg. Han tegnede dem med stor sikkerhed, og foruden gyldenlakker (no) malede han navnlig levkøjer, chrysanthemum, cinerarier og orkidéer.
Holm er portrætteret af Peter Hansen på maleriet af Faaborg Museums indvielse 1910 (Faaborg Museum). Samme museum har fire billeder fra hans hånd, mens Statens Museum for Kunst har værket Orkidéer (1900) og Den Hirschsprungske Samling Levkøjer (1892). Henry Lørup har et billede med Holm malende ved staffeliet.
| - Værker af Harald Holm - Sydeuropæisk scene ved en flod med huse og bjerge i baggrunden, 1910 - En buket anemoner, 1911 - Opstilling med blomster i vase på bord, ukendt dato - Blomster i flor, ukendt dato |

## Hæder
- 1897-98, 1902; Akademiets stipendium
- 1899-1900 De Bielkeske Legater
- 1900 Den Hielmstierne-Rosencroneske Stiftelse
- 1900 Mention Honorable, verdenudstillingen i Paris
- 1901, 1903 Den Raben-Levetzauske Fond